# Гарсия Нарио, Серхио Алехандро
Серхио Алехандро Гарсия Нарио (исп. Sergio Alejandro García Nario; 19 сентября 1982 года, Гвадалахара) — мексиканский футболист, играющий на позиции вратаря.

## Клубная карьера
Серхио Гарсия начинал свою карьеру футболиста, будучи игроком мексиканского клуба «Гвадалахара». Вторую половину 2005 и 2006 год он провёл на правах аренды за американский «Чивас США». 11 сентября 2005 года Гарсия дебютировал в MLS, выйдя в основном составе в гостевом поединке против команды «Сан-Хосе Эртквейкс». Затем он также на правах аренды представлял мексиканские клубы лиги Ассенсо МХ «Веракрус», «Леонес Негрос» и «Альтамира». В середине 2011 года Гарсия стал игроком «Керетаро», в котором провёл следующие два года. 17 марта 2012 года он дебютировал в мексиканской Примере, в домашней игре с «Гвадалахарой».
В середине 2013 года Гарсия перешёл в «УАНЛ Тигрес». С сентября 2017 года он играет роль резервного голкипера в «Веракрусе».

## Достижения
«УАНЛ Тигрес»
- Обладатель Кубка Мексики (1): Кл. 2014

 «Веракрус»
- Обладатель Кубка Мексики (1): Кл. 2016